# Nivel de confort acústico
El nivel de confort acústico es el nivel de ruido, medido en decibelios, a partir del cual el sonido provocado por las actividades humanas, las infraestructuras o las industrias resulta pernicioso para el descanso, la comunicación y la salud de las personas. Es un concepto utilizado, principalmente, en el contexto de la contaminación acústica.
En España, el nivel de confort acústico está definido bajo el Real Decreto 1367/2007, de 19 de octubre, que en su Tabla B2 marca valores entre 25 dB y 40 dB. La tabla (abajo) depende del momento del día medido, y representa los valores promedios anuales.
| Uso del local colindante      | Tipo de Recinto          | Índices de ruido | Índices de ruido | Índices de ruido |
| Uso del local colindante      | Tipo de Recinto          | LK,d             | L K,e            | L K,n            |
| ----------------------------- | ------------------------ | ---------------- | ---------------- | ---------------- |
| Residencial.                  | Zonas de estancias.      | 40               | 40               | 30               |
| Residencial.                  | Dormitorios.             | 35               | 35               | 25               |
| Administrativo y de oficinas. | Despachos profesionales. | 35               | 35               | 35               |
| Administrativo y de oficinas. | Oficinas.                | 40               | 40               | 40               |
| Sanitario.                    | Zonas de estancia.       | 40               | 40               | 30               |
| Sanitario.                    | Dormitorios.             | 35               | 25               | 25               |
| Educativo o cultural.         | Aulas.                   | 35               | 35               | 35               |
| Educativo o cultural.         | Salas de lectura.        | 30               | 30               | 30               |

- Datos: Q9050281